# Caino (Byron)
Caino (Cain) è una tragedia in versi del poeta inglese George Gordon Byron, pubblicata nel 1821.

## Trama
Caino rifiuta di unirsi alla famiglia nella preghiera di ringraziamento al Signore, affermando di non avere nulla di cui essere grato a Dio dato che è destinato a morire. Caino fatica ad accettare la propria mortalità, ritenendola una punizione ingiusta per la trasgressione commessa dai genitori Adamo ed Eva nel giardino dell'Eden. Il disagio di Caino è esacerbato dal fatto che non sappia cosa sia la morte, dato che nessun essere umano è ancora morto dal momento della creazione. Nella sua paura e confusione, Caino immagina la morte con sembianze umane e trascorre notti insonni temendo di vederla arrivare. A spiegargli cos'è la morte ci pensa Lucifero, che conduce Caino in un viaggio nell'abisso dello spazio, dove gli mostra visioni catastrofiche della storia della Terra e gli spettri di creature estinte. La visione mostratagli da Lucifero non porta alcun conforto a Caino, che torna sulla Terra ancora più confuso e depresso. La sua angoscia esistenziale lo spinge ad uccidere il fratello Abele, commettendo così un crimine per cui viene condannato all'esilio.

## Origini

### Fonti
A parte il libro della Genesi, la più grande influenza per Byron fu il Paradiso perduto di John Milton, che ripercorre la creazione e cacciata dell'uomo dal giardino dell'Eden. Come molti altri poeti romantici, Byron considerava Satana il vero protagonista del poema e di conseguenza scrisse il suo Caino sul modello del Lucifero di Milton, caratterizzandolo come un ribelle. Allo stesso modo, la visione che Lucifero mostra a Caino rispecchia simmetricamente la visione che l'arcangelo Michele mostra ad Adamo nei libri XI e XII del Paradiso perduto. Lord Byron era evidentemente conscio di quanto simile la propria tragedia fosse all'opera di Milton, tanto da tentare di ridurne l'influenza nella prefazione dell'opera. Il poeta afferma infatti di non aver più letto Milton dopo il compimento dei vent'anni, ma di averlo fatto così frequentemente durante la sua adolescenza che alcune somiglianza avrebbero potuto essere presenti.

### Composizione e stampa
Byron scrisse e pubblicò Caino nel 1821, in un'edizione che comprendeva anche i drammi Sardanapalo e I due Foscari. La tragedia fu oggetto di critiche e reazioni negativi dai contemporanei, che consideravano l'opera blasfema. Per quanto Byron abbia scritto tutte le sue opere teatrali come closet dramas, destinati quindi alla lettura e non alla messa in scena, Caino fu l'unica di esse a non essere mai portata a teatro, il che è già di per sé prova di quanto la tematica e lo svolgimento della tragedia fosse sgradito al pubblico inglese.

## Contesto storico
Come lo stesso Byron osserva nella prefazione, Caino è fortemente influenzato dal catastrofismo dell'epoca. Per giustificare i ritrovamenti di fossili sempre più frequenti e chiaramente distanti tra loro nel tempo, scienziati ed intellettuali del periodo teorizzarono che la Terra venisse regolarmente sconvolta da catastrofi titaniche che ne distruggevano la flora e la fauna. Otto anni prima della stesura della tragedia, la prima traduzione inglese dell'opera di Georges Cuvier, fondatore della teoria delle catastrofi naturale, fu pubblicata a Londra.